# Adi Šankara
Adi Šankaračarja (Sanskrit: आदि शङ्कराआचार्य }) bio je indijski filozof i teolog iz 8. veka koji je konsolidovao doktrine Advajta Vedanta. On je zaslužan za objedinjavanje i uspostavljanje glavnih tokova misli u hinduizmu.Christophe Jaffrelot (1998). The Hindu Nationalist Movement in India. Columbia University Press. ISBN 978-0-231-10335-0.. Quote: "The main current of Hinduism – if not the only one – which became formalized in a way that approximates to an ecclesiastical structure was that of Shankara".</ref>
Njegovi radovi na sanskrtu raspravljaju o jedinstvu atmana i Nirgune Brahmana „brahmana bez atributa”. On je napisao bogate komentare o vedskom kanonu (Brahma Sutras, glavnim Upanišadima i Bhagavadgiti) u prilog svojoj tezi. Njegova dela obrađuju ideje pronađene u Upanišadima. Šankarove publikacije su kritikovale ritualno orijentisanu školu hinduizma Mimamsa. On je takođe objasnio ključnu razliku između hinduizma i budizma, navodeći da hinduizam tvrdi da „Atman (duša, ja) postoji”, dok budizam tvrdi da „nema duše, nema sebstva”.
Šankara je putovao širom Indijskog potkontinenta kako bi propagirao svoju filozofiju kroz diskurse i debate sa drugim misliocima. On je uspostavio važnost monaškog života kakav je sankcionisan u Upanišadima i Brahma Sutri, u vremenu kada je škola Mimamsa uspostavila strogi ritual i ismejavala monaštvo. Smatra se da je on osnovao četiri matasa („manastira”), koji su pomogli u istorijskom razvoju, oživljavanju i širenju Advajta Vedante, te je poznat kao najveći revivalista. Smatra se da je Adi Šankara organizator monaškog reda Dašanami i da je objedinio tradiciju Šanmata. On je poznat i kao Adi Šankaračarija, Šankara Bagavatpada, (Ādi) Śaṅkarācārya, Śaṅkara Bhagavatpāda i Śaṅkara Bhagavatpādācārya.

## Napomene
1. ↑  Modern scholarship places Shankara in the earlier part of the 8th century CE (c. 700–750).[3] Earlier generations of scholars proposed 788–820 CE.[3] Other proposals are 686–718 CE, 44 BCE,[4] or as early as 509–477 BCE.

## Literatura
- Comans, Michael (2000). „The Method of Early Advaita Vedānta: A Study of Gauḍapāda, Śaṅkara, Sureśvara, and Padmapāda”. Delhi: Motilal Banarsidass.
- Cousins, L.S. (2010). Buddhism. In: "The Penguin Handbook of the World's Living Religions". Penguin. ISBN 978-0-14-195504-9.
- Doniger, Wendy (1999). Merriam-Webster's Encyclopedia of World Religions. Merriam-Webster. ISBN 978-0-87779-044-0.
- Fort, Andrew O. (1998). Jivanmukti in Transformation: Embodied Liberation in Advaita and Neo-Vedanta. SUNY Press.
- Fuller, C.J. (2004). The Camphor Flame: Popular Hinduism and Society in India. Princeton, NJ: Princeton University Press. ISBN 978-0-691-12048-5.
- Greaves, Ron (mart 2002). „From Totapuri to Maharaji: Reflections on a Lineage (Parampara)”. 27th Spalding Symposium on Indian Religions, Oxford.
- Grimes, John (2004), „Introduction”, The Vivekacudamani of Sankaracarya Bhagavatpada: An Introduction and Translation, ISBN 978-0-7546-3395-2
- Hiltebeitel, Alf (2002), Hinduism. In: Joseph Kitagawa, "The Religious Traditions of Asia: Religion, History, and Culture", Routledge, ISBN 978-1-136-87597-7
- Isaeva, Natalia (1993). Shankara and Indian Philosophy. Albany: State University of New York Press (SUNY). ISBN 978-0-7914-1281-7. Some editions spell the author Isayeva.
- Keay, John (2000). India: A History. New York: Grove Press. ISBN 978-0-8021-3797-5.
- Keshava Menon, Y (1976). The Mind of Adi Shankaracharya. India: Jaico. ISBN 978-81-7224-214-5.
- King, Richard (2001). Orientalism and Religion: Post-Colonial Theory, India and "The Mystic East". Taylor & Francis e-Library.
- Larson, Gerald James (2009). Hinduism. In: "World Religions in America: An Introduction". Westminster John Knox Press. ISBN 978-1-61164-047-2.
- Mayeda, Sengaku (2006). A thousand teachings : the Upadeśasāhasrī of Śaṅkara. Motilal Banarsidass. ISBN 978-81-208-2771-4.
- Michaels, Axel (2004). Hinduism. Past and present. Princeton, New Jersey: Princeton University Press. ISBN 978-0-691-08953-9.
- Minor, Rober Neil (1987). Radhakrishnan: A Religious Biography. SUNY Press.
- Morris, Brian (2006). Religion and Anthropology: A Critical Introduction. Cambridge University Press.
- Mudgal, S.G. (1975). Advaita of Shankara: A Reappraisal. New Delhi: Motilal Banarasidass. ISBN.
- Nakamura, Hajime (2004). „A History of Early Vedanta Philosophy. Part Two”. Delhi: Motilal Banarsidass Publishers Private Limited (Reprint of orig: 1950, Shoki No Vedanta Tetsugaku, Iwanami Shoten, Tokyo).
- Narayana Sastry, T.S (1916). The Age of Sankara.
- Nath, Vijay (2001). „From 'Brahmanism' to 'Hinduism': Negotiating the Myth of the Great Tradition”. Social Scientist. 29 (3/4): 19—50. JSTOR 3518337. doi:10.2307/3518337.
- Pande, G.C. (2011). Life and Thought of Śaṅkarācārya. Motilal Banarsidass. ISBN 978-81-208-1104-1.
- Pandey, S.L. (2000). „Pre-Sankara Advaita. In: Chattopadhyana (gen.ed.), "History of Science, Philosophy and Culture in Indian Civilization. Volume II Part 2: Advaita Vedanta"”. Delhi: Centre for Studies in Civilizations.
- Popular Prakashan (2000). Students' Britannica India, Volumes 1–5. Popular Prakashan. ISBN 978-0-85229-760-5.
- Pradhavananda; Isherwood, Christopher (1978). Shankara's Crest-Jewel of Discrimination. USA: Vedanta Press. ISBN 978-0-87481-038-7.
- Roodurmun, Pulasth Soobah (2002). Bhāmatī and Vivaraṇa Schools of Advaita Vedānta: A Critical Approach. Delhi: Motilal Banarsidass Publishers Private Limited.
- Rosen, Steven (2006), Essential Hinduism, Greenwood Publishing Group, ISBN 978-0-275-99006-0
- Samuel, Geoffrey (2010). The Origins of Yoga and Tantra. Indic Religions to the Thirteenth Century. Cambridge University Press.
- Scheepers, Alfred (2000). De Wortels van het Indiase Denken. Olive Press.
- Shah-Kazemi, Reza (2006). „Paths to Transcendence: According to Shankara, Ibn Arabi & Meister Eckhart”. World Wisdom.
- Sharma, Chandradhar (1962). Indian Philosophy: A Critical Survey. New York: Barnes & Noble.
- Sharma, C. (1997). A Critical Survey of Indian Philosophy. Motilal Banarsidass. ISBN 978-81-208-0365-7.
- Sharma, B.N. Krishnamurti (2000). History of the Dvaita School of Vedānta and Its Literature: From the Earliest Beginnings to Our Own Times. Motilal Banarsidass Publishers. ISBN 978-81-208-1575-9.
- Shetty, V.T. Rajshekar (2002). „Caste, a nation within the nation: recipe for a bloodless revolution”. Books for Change.
- Singh, N.; Barauh, B. (2004). „Encyclopaedic Dictionary of Pali Literature, Volume 1”. Global Vision.
- Tapasyananda (2002). Sankara-Dig-Vijaya: The Traditional Life of Sri Sankaracharya by Madhava-Vidyaranya. India: Sri Ramakrishna Math. ISBN 978-81-7120-434-2.
- White, David Gordon (2000). Introduction. In: Tantra in practice. Princeton and Oxford: Princeton University Press.
- Ingalls, Daniel H.H. (1954). „Śaṁkara's Arguments against the Buddhists”. Philosophy East and West. 3 (4): 291—306. JSTOR 1397287. doi:10.2307/1397287. Архивирано из оригинала 28. 06. 2011. г. Приступљено 25. 11. 2019.
- Mishra, Parameshwar Nath (2003), "Era of Adi Shankaracharya 507 B.C.–475 B.C.", Howrah Samskriti Rakshak Parishad, West Bengal.
- Mishra, Parameshwar Nath, "Amit Kalrekha", 3 vols. (in Hindi), Howrah Samskriti Rakshak Parishad, West Bengal.
- Succession of Shankaracharyas (a chronology) Архивирано на веб-сајту  (1. новембар 2019) (from Gaudapada onwards)
- Reigle, David (2001). „The Original Sankaracarya” (PDF). Fohat. 5 (3): 57—60, 70—71.
- Frank Whaling (1979). „Śankara and Buddhism”. Journal of Indian Philosophy. 7 (1): 1—42. JSTOR 23440361.
- "Sri Shankaracharya in Cambodia..?" by S. Srikanta Sastri
- Navone, J.J. (1956). „Sankara and the Vedic Tradition”. Philosophy and Phenomenological Research. 17 (2): 248—255. JSTOR 2104222. doi:10.2307/2104222.
- Biderman, Shlomo (1978). „Śankara and the Buddhists”. Journal of Indian Philosophy. 6 (4). doi:10.1007/BF00218430.
- Rukmani, T.S. (2003). „Dr. Richard de Smet and Sankara's Advaita”. Journal of Hindu-Christian Studies. 16. doi:10.7825/2164-6279.1295 .
- „A Questioning Approach: Learning from Sankara's Pedagogic Techniques”. Contemporary Education Dialogue. 2 (2): 137—169. Архивирано из оригинала 30. 09. 2016. г. Приступљено 25. 11. 2019., Jacqueline Hirst.

## Spoljašnje veze
- Adi Shankara на сајту Пројекат Гутенберг (језик: енглески)
- Adi Šankara на веб-сајту  (језик: енглески)
- Adi Šankara на сајту Internet Archive (језик: енглески)